# Lomnička (Slowakei)

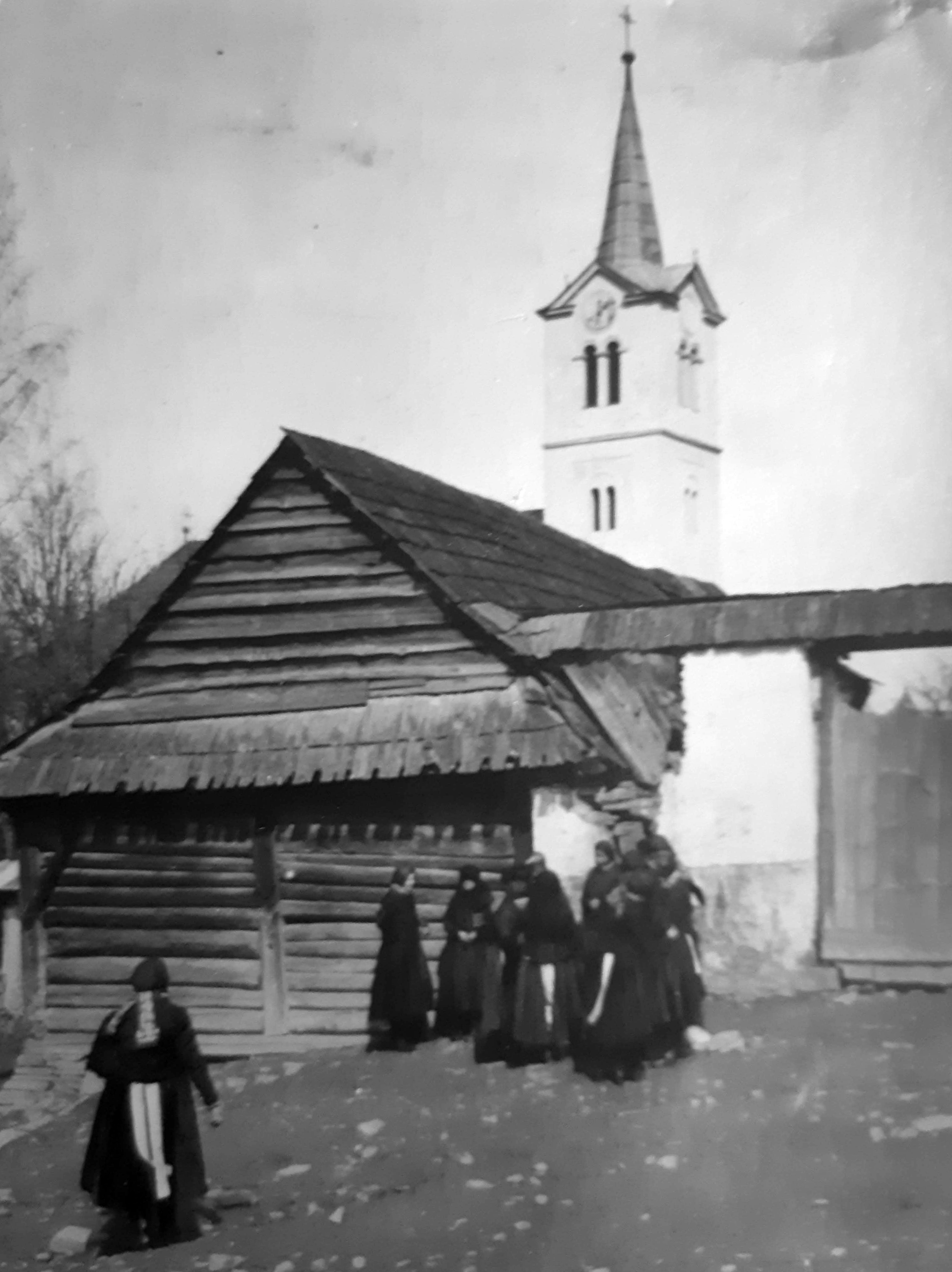
Kirche von Kleinlomnitz

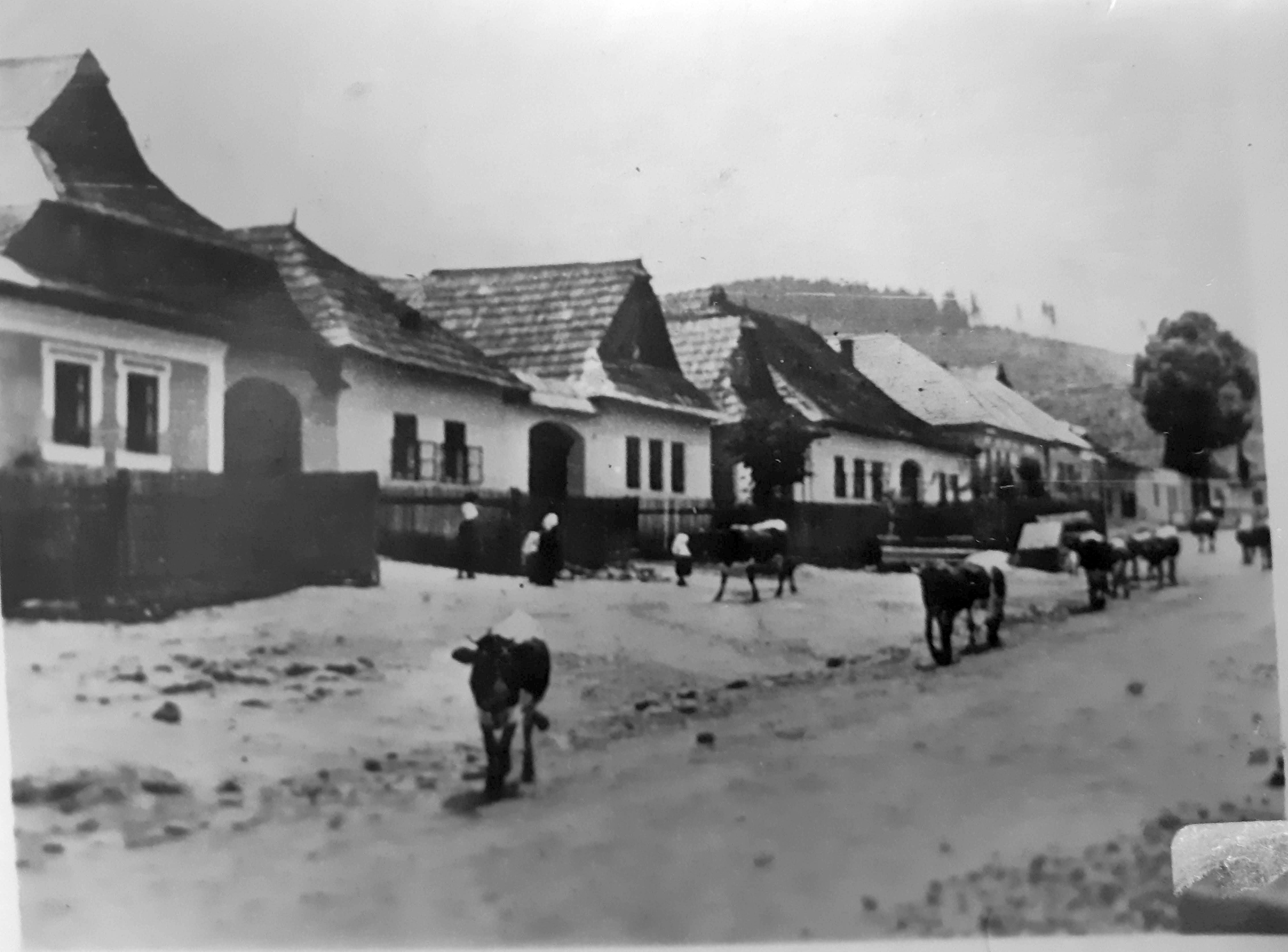
Hauptstraße

Lomnička (slowakisch im 19. Jahrhundert „Malá Lomnica“; deutsch Kleinlomnitz, ungarisch Kislomnic) ist eine Gemeinde im Okres Stará Ľubovňa des Prešovský kraj im Nordosten der Slowakei, mit 3728 Einwohnern (31. Dezember 2024).

## Geographie
Lomnička liegt am Nordwestrande der Leutschauer Berge im kleinen Tal des Baches Lomnička, der ein wenig flussabwärts in den Poprad mündet. Das Ortszentrum ist vier Kilometer von Podolínec und 20 Kilometer von Stará Ľubovňa entfernt.

## Geschichte
Der Ort wurde zum ersten Mal 1294 als Parva Lompnicha schriftlich erwähnt und wurde nach deutschem Recht gegründet. Er blieb ein Untertanenort bis zum Ende des Feudalismus im Königreich Ungarn im 19. Jahrhundert. 1785 trennte sich Lomnička von der Muttergemeinde Toporec und baute eine eigene Kirche. So gab es eine evangelische sowie eine katholische Kirche, gleichermaßen auch zwei Schulen. 1828 hatte Lomnička 161 Häuser und 1160 Einwohner und war landwirtschaftlich geprägt. In den Jahren 1813 bzw. 1867 ist das Dorf zum größten Teil abgebrannt. 1873 wurden viele Bewohner Opfer der Cholera. 1880 lebten im Ort 913 Einwohner, davon waren 830 Deutsche, 38 Slowaken und 45 anderer ethnischer Zugehörigkeit. Die Konfession betreffend waren 712 evangelisch, 168 katholisch und 33 israelitisch.
Nach 1918 kam der im Komitat Zips liegende Ort zur Tschechoslowakei. 1944 betrug die die Einwohnerzahl 912. Bis zum Jahre 1945 gab es unweit des Dorfzugangs links auf einer Anhöhe nahe dem Lomnitzbach eine eigenständige Roma-Siedlung.
Ab dem 28. August 1944 wurden die deutschen Einwohner, die bis dahin die Mehrheit in der Gemeinde bildeten, von den deutschen Behörden evakuiert, als die Ostfront sich näherte. Anstatt der Deutschen wurden hier Roma aus umliegenden Gemeinden angesiedelt. Nach Kriegsende im Mai und Juni 1945 kehrten einige Familien nach Kleinlomnitz zurück. Diese wurden nach einem Erlass durch Staatspräsident Edvard Beneš im Lager Podgrad gesammelt und später nach Ostdeutschland ausgewiesen.
Ein Teil des Gemeindegebietes wurde 1953 an das Militärgelände Javorina abgetreten, das zum 1. Januar 2011 aufgelöst und wieder in das Gemeindegebiet eingegliedert wurde.
Heute ist die Gemeinde fast ausschließlich von Angehörigen der Roma bewohnt. Die Volkszählung 2001 ergab zwar von 1516 Einwohnern 90,96 % Slowaken und 7,45 % Roma (vgl. aber Volkszählung von 1991: 972 Einwohner, davon 77,78 % Roma und 22,12 % Slowaken). Zum 31. Dezember 2010 hatte Lomnička 2237 Einwohner.

## Bevölkerung
| Jahr                | 1994 | 2004     | 2014     | 2024     |
| ------------------- | ---- | -------- | -------- | -------- |
| Anzahl der Personen | 1123 | 1797     | 2991     | 3728     |
| Unterschied         |      | +60,01 % | +66,44 % | +24,64 % |

| Jahr                | 2023 | 2024    |
| ------------------- | ---- | ------- |
| Anzahl der Personen | 3583 | 3728    |
| Unterschied         |      | +4,04 % |

## Das Leben in Kleinlomnitz
Das Leben in Kleinlomnitz wurde von einem Fotografen in Bildern festgehalten. Hierdurch erfahren wir, dass Männer die Zeit im Winter, in der sie nicht auf dem Feld arbeiten konnten, dazu nutzten, Holz aus den nahen Wäldern einzubringen. Frauen stellten bunt bestickte Kissen her und die weibliche Dorfjugend traf sich in einer „Rockenstube“, um gemeinsam den Flachs der letzten Ernte zu spinnen. Für Kinder bot die schneereiche Gegend im Winter viele Möglichkeiten zum Schlittenfahren.

## Sehenswürdigkeiten
- frühgotische römisch-katholische Katharinenkirche aus der Zeit gegen 1300, im 18. Jahrhundert barockisiert

## Persönlichkeiten
- Jakob Melzer (* 16. Mai 1782, † 25. Januar 1836), evangelischer Pfarrer in Kleinlomnitz, Schriftsteller, Historiker
- Ján Vansa (* 21. Juni 1846, † 22. Juni 1922), evangelischer Pfarrer in Kleinlomnitz 1875–1882, Ehemann von Terézia Vansová
- Terézia Vansová (* 18. April 1857, † 10. Oktober 1942), slowakische Schriftstellerin, lebte in Kleinlomnitz 1875–1882
- Michael Roth (* 18. Juni 1936, † 23. Juli 2019), deutscher Kybernetik-Professor